# 奥古斯坦·罗伯斯庇尔

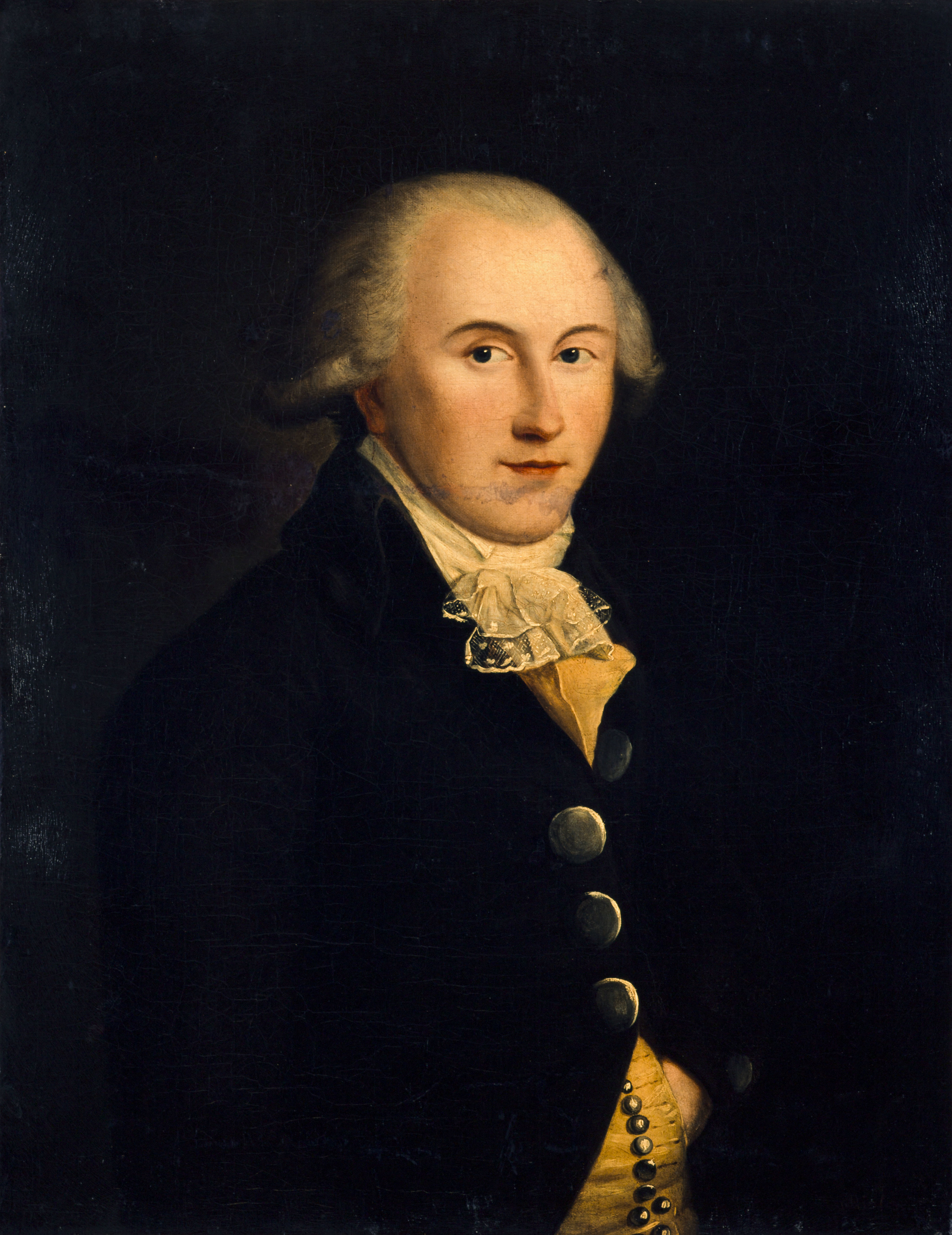

奥古斯坦·罗伯斯庇尔（Augustin Bon Joseph de Robespierre，1763年1月21日—1794年7月28日） 是法国大革命领袖马克西米连·罗伯斯庇尔的弟弟。

## 早年生活
奥古斯坦·罗伯斯庇尔出生在法国北部的阿拉斯，是当地律师馬克西米連-巴泰勒米-弗朗索瓦·羅伯斯庇尔四个子女中最小的一个，母亲杰奎琳-瑪格麗特·卡罗是一位啤酒商的女儿。在他只有一岁的时候，母亲因难产而死。他的父亲抛弃子女，逃到巴伐利亚，1777年死在那里。两个男孩由祖父母抚养，培养成为律师。哥哥马克西米连获得当地神父提供的奖学金，就读于巴黎路易大帝高中，因学业优秀，获得法学学位后，又得到院长罗汉枢机的批准，同意将奖学金转给弟弟奥古斯丁，让他接着哥哥继续学习法律。
虽然奥古斯坦的政治观点与他哥哥的政治观点非常相似，但他们的性格却非常不同。奥古斯丁很英俊，还喜欢美食、博彩和女性陪伴。在革命之初，奥古斯丁是阿拉斯的检察官。他在该城建立了一个政治俱乐部，并写信给他的哥哥，以确保与巴黎的雅各宾俱乐部的联系。
1791年，他被任命为加来海峡省的行政官。

## 国民公会

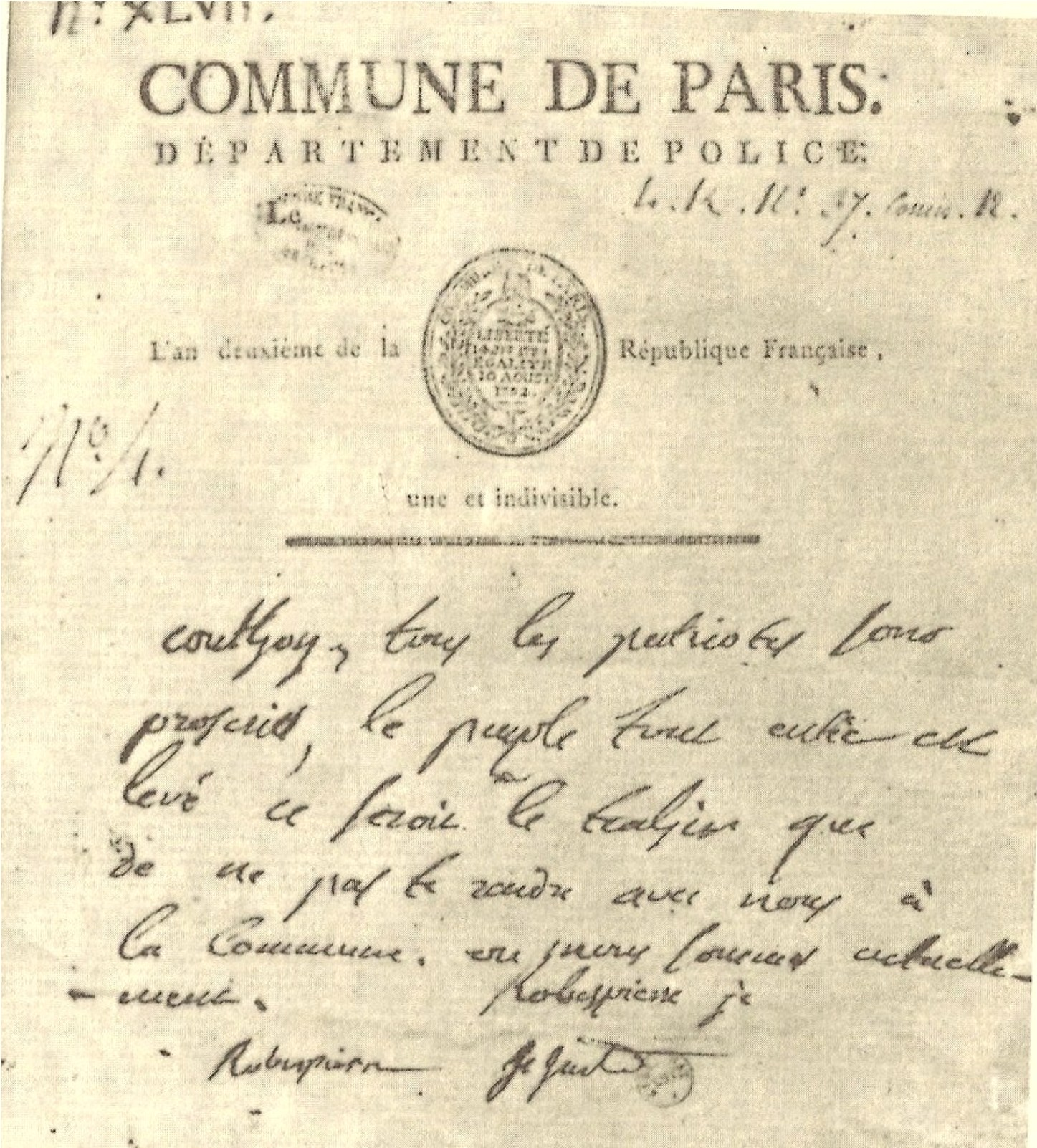

1791年8月，奥古斯坦在阿拉斯参加新的国民立法议会选举未能成功。他的观点对这个城镇太过激进，另一位年轻的律师Sixte François Deusy当选。 但是，1792年9月16日，奥古斯坦被选入国民公会，获得24名代表的19票，以及巴黎选民700票中的392票，他加入了哥哥所在的山岳党和雅各宾俱乐部。在会议上，他以对王室和贵族的攻击的激烈程度而闻名。在审判路易十六期间，他投票支持在24小时内执行死刑。
当他第一次来到巴黎就职时，带着姐姐夏洛特，他们都和马克西米利安一起住在莫里斯·杜坡莱的家里。然而，不久夏洛特说服马克西米恩和他们一起搬到圣弗洛朗丁街的一处新住所，由她来照顾她的两个兄弟。然而，马克西米利安很快回到了杜坡莱家，留下奥古斯坦和夏洛特独自生活。然而，这种安排也没有持续很长时间。1793年8月，奥古斯坦与另一位国民公会代表让-弗朗索瓦·里科德一起，被派往滨海阿尔卑斯省，镇压联邦党人叛乱夏洛特陪同他前往。当时法国东南部的大部分地区都反抗共和国，他们经历了非常危险的旅程，勉强活着到达了尼斯。在尼斯，他们感到比较安全，于是去剧院看戏，但是他们在第三次看戏时，被人扔了烂苹果。 1793年12月19日，奥古斯坦参加了由雅克·弗朗索瓦·迪戈米耶和拿破仑领导的军事行动，从英国人手中夺回了土伦。 在他们回到巴黎时，奥古斯坦和夏洛特搬了家，与里科德夫妇住在一起。
1794年，奥古斯坦再次作为代表，被派往上索恩省的意大利军。这一次，他带的不是他的姐姐，而是他的情妇 La Saudraye，一位文学家的克里奥尔人妻子。在这里，他读到拿破仑·波拿巴所写的亲雅各宾小册子《博凯尔的晚餐》（Le souper de Beaucaire），利用他的影响力使其得到提拔。在他返回巴黎以后，担任国民公会的秘书。

## 死亡

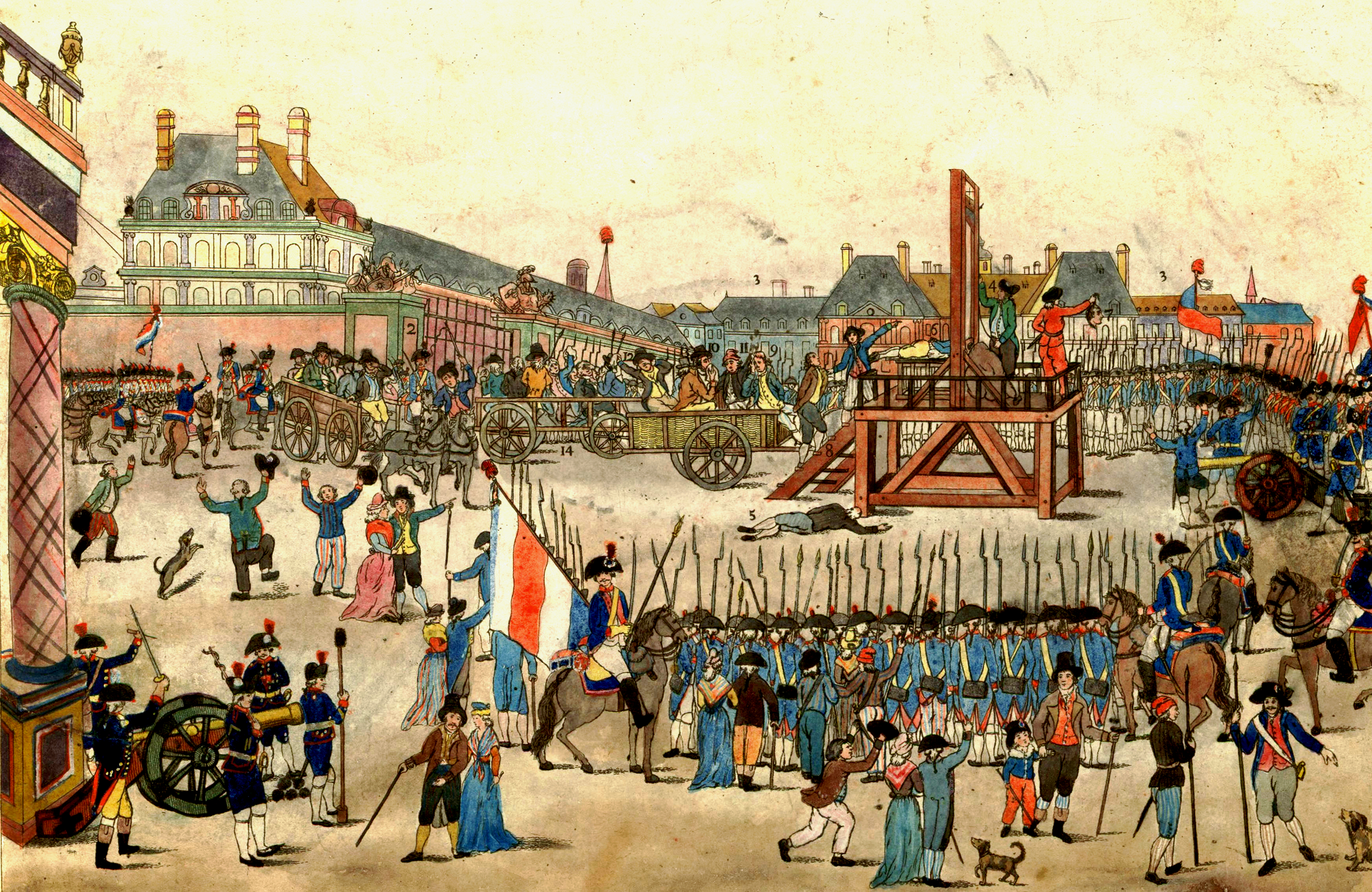
奥古斯坦·罗伯斯庇尔上断头台，1794年7月28日

热月9日（1794年7月27日）晚上，国民公会的代表们投票，支持逮捕罗伯斯庇尔。奥古斯坦和他的哥哥当时都参加了会议。奥古斯坦立刻从长椅上站起来说：“我和他一样有罪，我分享他的美德，我想分享他的命运。我也要求被指控”。他也被立刻逮捕，被捕的还有安東萬·路易·德·聖茹斯特、乔治·库东和菲利普·弗朗索瓦·約瑟夫·勒巴斯。听到逮捕的消息以后，巴黎公社向该市所有监狱发出命令，禁止他们带走囚犯。因此，他们被关押在一般安全委員會的房间内，直到找到合适的关押地点。最后奥古斯丁被关押在拉福斯监狱，而马克西米利安关押在卢森堡宫。 但由于公社的命令，他们很快就被释放，并前往巴黎市政厅，在这里度过了夜晚，试图发动起义。热月10日的凌晨，保羅·巴拉斯领导的国民公会武装前来逮捕他们。奥古斯丁从市政厅的一扇窗户逃出来，头朝下跌落在门前的台阶上。他被抬起来，还活着，和他的哥哥一起被带走。巴拉斯命令将他们抬回到一般安全委員會的房间，从这里囚犯们被送到巴黎古监狱，接受革命法庭的简短审判，接着送到革命广场上了断头台。库东是第一个，奥古斯坦是第二个，马克西米利安是最后一个。